# 克拉科湖

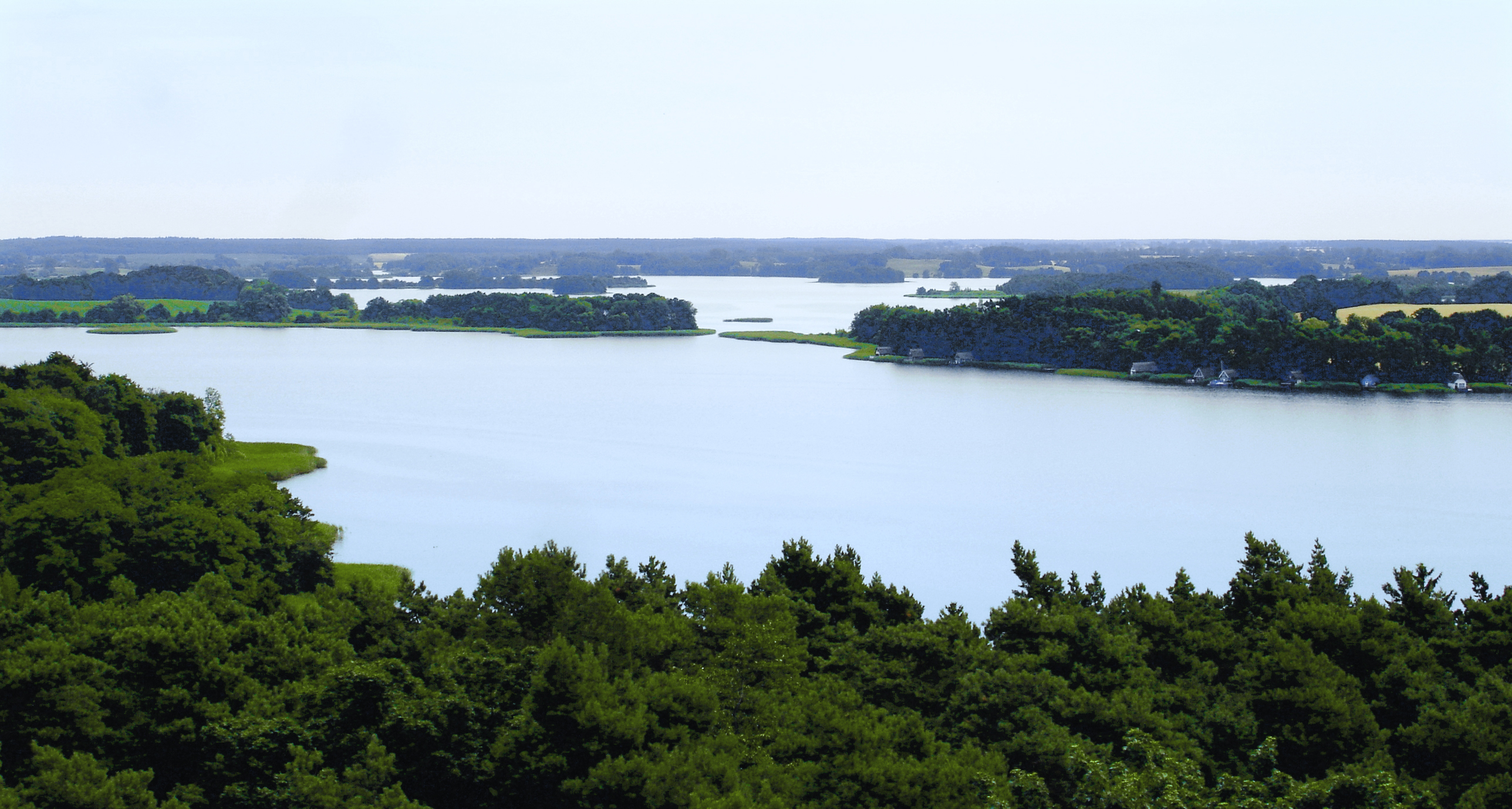
克拉科湖

53°37′52″N 12°17′51″E / 53.63111°N 12.29750°E
克拉科湖（德語：Krakower See），是德國的湖泊，位於該國東北部，由梅克倫堡-前波美拉尼亞州負責管轄，處於羅斯托克縣，長9公里、寬3公里，面積15平方公里，海拔高度48米，平均水深7.4米，最大水深28.3米。